# Jörgen Lantz

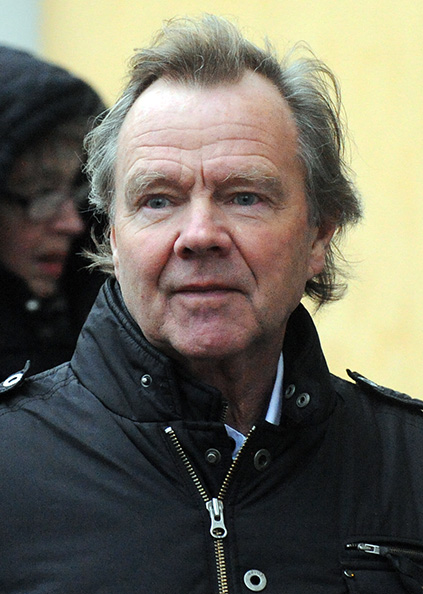

Lars Jörgen Lantz (nacido el 23 de diciembre de 1943 en Estocolmo) es un actor sueco, famoso para su participación en programas de televisión de niños, incluidan Björnes magasin (como Björne 1987-2001) y Ville, Valle och Viktor (también guionista) (como Ville).